# Crankbrothers
Crankbrothers is een bedrijf  uit de Verenigde Staten dat fietsaccessoires produceert. In 2002 kwam Crankbrothers op de markt  met het eggbeater-klikpedaal, dat tegenwoordig als het beste offroad-pedaal  wordt beschouwd. Tot de komst van Crankbrothers hadden het Franse Time en het Japanse Shimano met hun offroad-pedalen de markt in handen. Het eggbeaterpedaal is een opengewerkt pedaal dat inderdaad aan een eierklutser doet denken. Het pedaal heeft vier inklikbare zijden en door de open constructie blijft er geen modder in het pedaal zitten, want het kan er gemakkelijk uitgedrukt worden. Het pedaal wordt veel gebruikt door mountainbikers en veldrijders
Look heeft een licentie gekregen van Crankbrothers om hun versie van het eggbeaterpedaal te mogen maken. Hun versie heet Look 4x4.
In Nederland is het eggbeater-pedaal momenteel  niet verkrijgbaar omdat in december 2005  de Nederlandse importeur failliet is gegaan. De versie van Look is in Nederland wel verkrijgbaar. In België zijn beide versies leverbaar.